# Азиния Агрипина
Азиния Агрипина (на латински: Asinia Agrippina) е римлянка от фамилията Азинии.
Тя е дъщеря на Сервий Азиний Целер (суфектконсул 38 г.), който е син на Гай Азиний Гал (консул 8 пр.н.е.) и Випсания Агрипина, която е най-възрастната дъщеря на Марк Випсаний Агрипа и неговата първа жена Помпония Цецилия Атика. Баба ѝ Випсания Агрипина е била първата съпруга на Тиберий. Правнучка е на знаменития оратор и историк Гай Азиний Полион и на Марк Випсаний Агрипа (древноримски държавник и военачалник, приятел и зет на император Октавиан Август).